# Rick Gomez

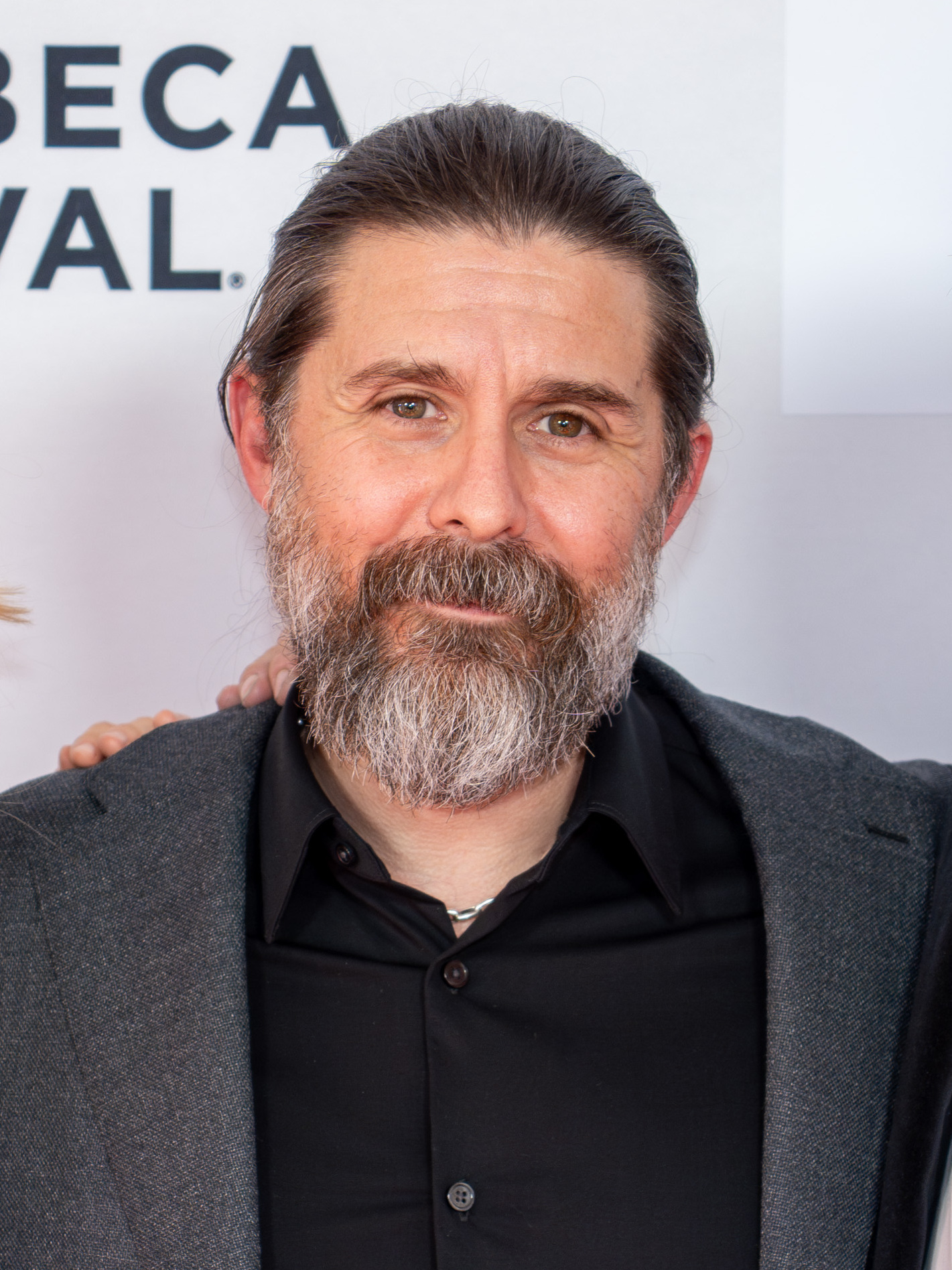
Rick Gomez (2025)

Richard Harper "Rick" Gomez (* 1. Juni 1972 in Bayonne, New Jersey, USA) ist ein US-amerikanischer Schauspieler. Bekannt wurde er durch seine Darstellung des Bösewichts "Endless Mike" Hellstrom in der Nickelodeon Fernsehserie Pete & Pete (The Adventures of Pete & Pete) und in der Rolle des Sgt. George Luz, in der preisgekrönten HBO-Miniserie Band of Brothers – Wir waren wie Brüder.

## Biografie
Gomez kam in Bayonne, New Jersey als erster Sohn am Geburtstag seines Vaters, Rick Senior zur Welt. Sein Bruder ist der Schauspieler Joshua Gomez. Im Jahre 1987 zog die Familie nach South Plainfield, wo er auch die Schule besuchte. Nachdem Gomez die South Plainfield High School abgeschlossen hatte, zog er nach New York City um sich der Schauspielerei zu widmen.
Nachdem er eine kleine Rolle im Film Turtles (Teenage Mutant Ninja Turtles) aus dem Jahre 1990 gespielt  hatte, folgten mehrere Auftritte in der surrealistischen Jugendsendung Pete & Pete (The Adventures of Pete & Pete), in der er den Bösewicht "Endless Mike" Hellstrom verkörpert, einen leicht wahnsinnigen, melodramatischen Highschool Studenten.
Daraufhin folgten mehrere kleinere Auftritte in verschiedenen Serien, Fernseh- und Kinofilmen.
Außerdem schrieb er zusammen mit Regisseur Damon Santostefano das Drehbuch zu Last Man Running (2003), einem Dokumentarfilm, in dem neben seiner Darstellung auch seine Frau Jennifer Wymore-Gomez und sein Bruder Joshua Gomez zu sehen sind.
Rick Gomez hat sich auch einen Namen als Synchronsprecher gemacht. Unter anderem lieh er in den Videospielen Call of Duty 2: Big Red One, Final Fantasy X-2 und Crisis Core: Final Fantasy VII verschiedenen Charakteren seine Stimme.

## Filmografie (Auswahl)
- 1990: Turtles (Teenage Mutant Ninja Turtles)
- 1995: Bob and Sully (Fernsehserie)
- 1995: Clerks. (Kurzfilm)
- 1995: Entführung ohne Gnade (Mercy)
- 1993–96: Pete & Pete (The Adventures of Pete & Pete, Fernsehserie)
- 1996: Law & Order (Fernsehserie)
- 1997: Hitz – Die Chartstürmer (Fernsehserie)
- 1997: The Eddie Files (Fernsehserie)
- 1998: Enough Already
- 1998: Shark in a Bottle
- 1999: Ein Date zu dritt (Three to Tango)
- 2000: Blue Shark Hash
- 2000: Mary und Rhoda (Fernsehfilm)
- 2001: Band of Brothers – Wir waren wie Brüder (Fernsehserie)
- 2002: Meine Frau, ihr Vater und ich (In-Laws, Fernsehserie)
- 2003: Boomtown (Fernsehserie)
- 2003: Animatrix (Kurzfilm, Stimme)
- 2003: 11:14
- 2003: Last Man Running (Dokumentarfilm)
- 2003: Gary the Rat (Fernsehserie, Stimme)
- 2003: Delusion (Kurzfilm)
- 2004: Helter Skelter (Fernsehfilm)
- 2004: The Chronicles of Riddick: Dark Fury (Kurzfilm, Stimme)
- 2004: Fronterz
- 2004: Ray
- 2005: Sin City
- 2005: Arthur Hailey's Detective (Fernsehfilm)
- 2005: Magnificent Desolation: Walking on the Moon 3D (Kurzfilm)
- 2006: Tekkon Kinkreet (Tekkon kinkurîto, Stimme)
- 2006–07: What About Brian (Fernsehserie)
- 2007: Transformers
- 2006–08: Mein Schulfreund ist ein Affe (My Gym Partner’s a Monkey, Fernsehserie, Stimme)
- 2008: The Consultants (Kurzfilm)
- 2008: Another Cinderella Story
- 2008: The Life & Times of Tim (Fernsehserie, Stimme)
- 2009: Cupid (Fernsehserie)
- 2010: Love Ranch
- 2012: Stand Up Guys
- 2018: The Crossing (Fernsehserie)
- 2023: Silo (Fernsehserie)
- 2025: She Dances